# Charles Coody
Billy Charles Coody (* 13. Juli 1937 in Stamford, Texas) ist ein US-amerikanischer Profigolfer, der vor allem für den Gewinn des Masters-Turniers 1971 bekannt ist.

## Karriere
Coody wuchs in Abilene, Texas, auf. Er besuchte die Abilene Christian University, bevor er 1960 an die Texas Christian University wechselte, wo er Mitglied der Phi Delta Theta-Bruderschaft war. Er schloss mit einem Bachelor in Betriebswirtschaft ab.
Im Jahr 1963 wurde er jedoch Profigolfer. Trotz seines soliden Eisenspiels, tat er sich zunächst schwer zu gewinnen, obwohl er zahlreiche Gelegenheiten dazu hatte. Im Jahr 1969 lag er beim Masters vorne, spielte dann jedoch drei Bogeys in Folge auf den letzten Löchern, um Fünfter zu werden. Erst 1971 sollte er das Masters gewinnen, wo er von vorneherein nach der ersten Runde drei Schläge Vorsprung hatte. Dieser Erfolg führte zu einer Teilnahme am Ryder Cup im gleichen Jahr.
Ab seinem 50. Lebensjahr spielte er auf der Seniorentour mit mittelmäßigem Erfolg. Im Jahr 2006 ging er in den Ruhestand.